# Jorge Leonardo Gómez Serna
Jorge Leonardo Gómez Serna OP (ur. 7 listopada 1942 w Marinilli) – kolumbijski duchowny katolicki, biskup diecezji Magangué w latach 2001-2012.

## Życiorys
Wstąpił do zakonu dominikanów i w tymże zakonie złożył śluby wieczyste 16 listopada 1963. Święcenia kapłańskie przyjął 22 sierpnia 1968 z rąk papieża Pawła VI. Był m.in. przeorem klasztoru w Bogocie i członkiem rady prowincjalnej zakonu.
7 października 1980 został mianowany przez papieża Jana Pawła II prałatem terytorialnym Bertranii en el Catatumbo.

### Episkopat
15 kwietnia 1985 papież zmienił nazwę prałatury na Tibú i wyniósł o. Gómeza Sernę do godności biskupiej. Sakry biskupiej udzielił mu 9 lipca 1985 ówczesny nuncjusz apostolski w Kolumbii, abp Angelo Acerbi.
6 marca 1986 został mianowany biskupem diecezji Socorro y San Gil.
3 listopada 2001 został przeniesiony na stolicę biskupią Magangué. Jako biskup był szczególnie zaangażowany na rzecz pokoju w Kolumbii.
W 2012 ze względów zdrowotnych złożył rezygnację z urzędu, którą przyjął 30 lipca papież Benedykt XVI.